# 룰레벤 출국자역

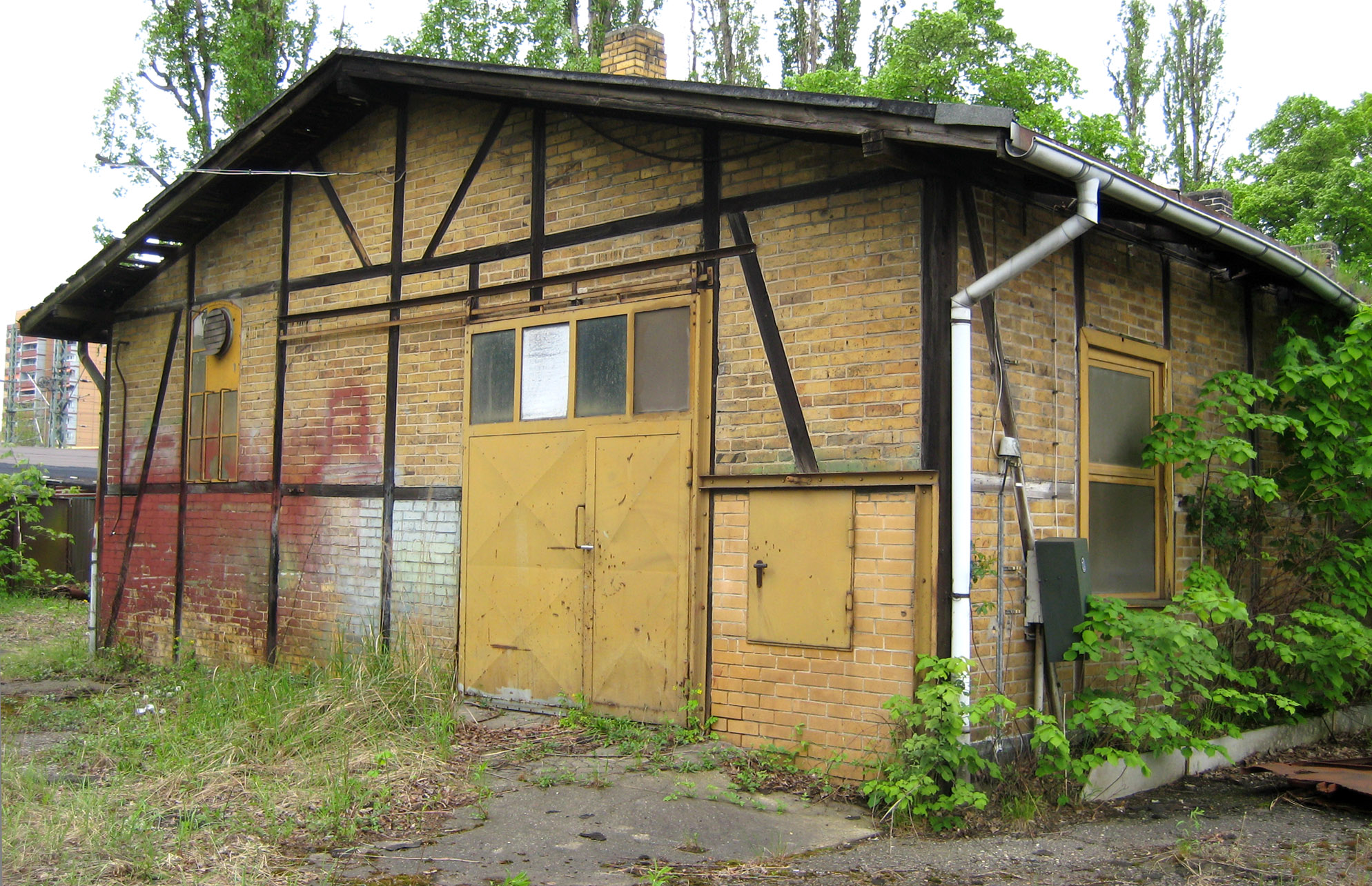
2012년까지 남아 있었던 룰레벤 출국자역의 수용소

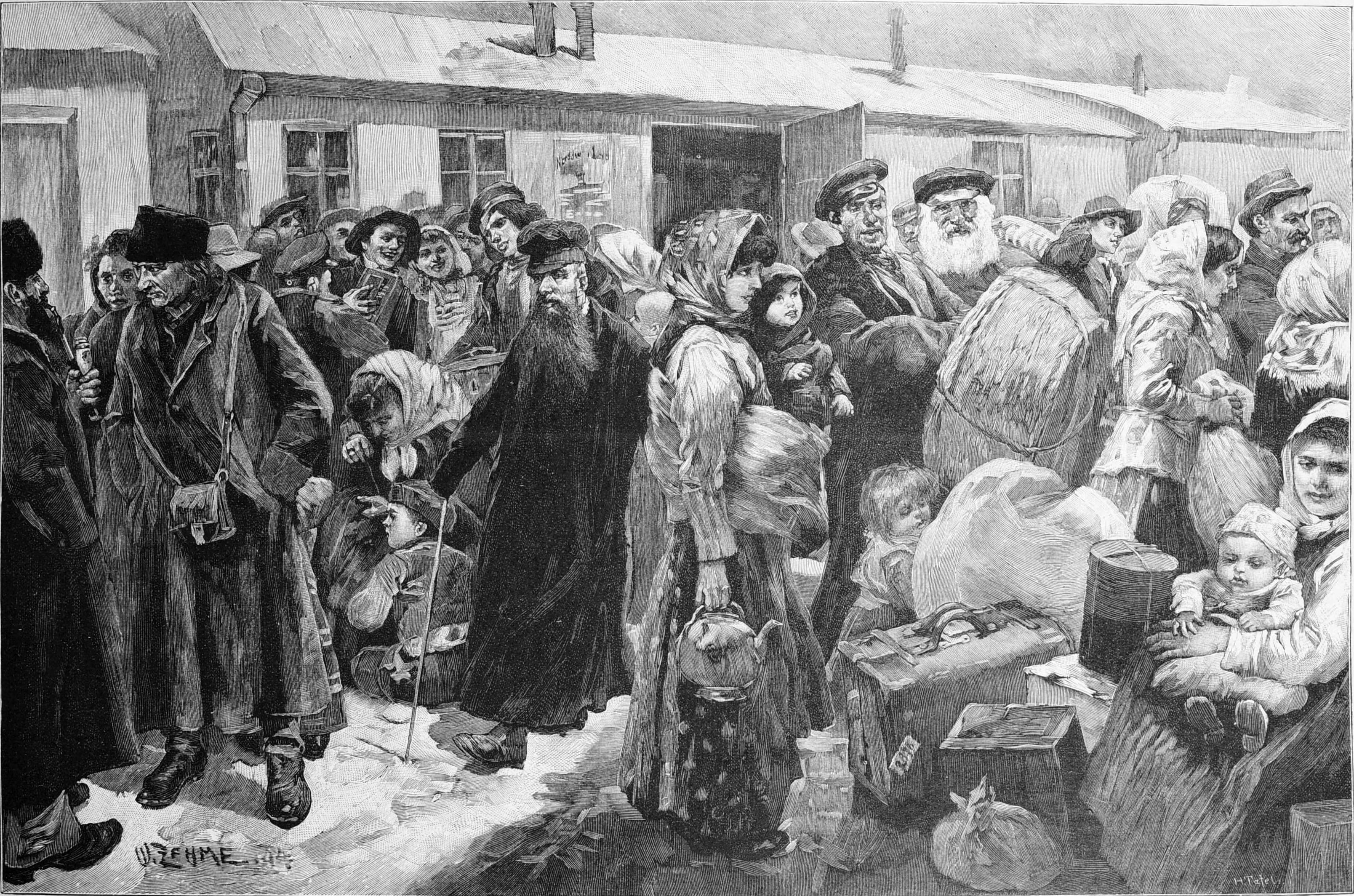
디 가르텐라우베에 있었던 룰레벤 출국자역의 모습

룰레벤 출국자역(독일어: Auswandererbahnhof Ruhleben)은 독일 베를린 서쪽에 있었던 베를린-함부르크선의 임시역사였다. 역의 위치는 당시 베를린 시계 서쪽에 붙어 있었고, 현재의 룰레벤 화물역(Güterbahnhof Ruhleben) 근처였다. 이 역의 목적은 중앙유럽 및 동유럽에서 온 이민자들이 브레머하펜이나 함부르크에서 출발하는 이민 선박에 탑승하기 전에 출국자 등록, 소독, 신체 검사를 받는 곳이었다. 철도역의 운영은 이민 선박을 운영했던 함부르크-아메리카 증기선사(HAPAG) 및 북독일 로이드에서 담당했다.

## 건설 배경
1880년대부터 미국으로의 제3차 이민 행렬이 시작되면서 19세기 말 베를린은 중앙유럽 및 동유럽발 이민자들의 중간 기착지로 기능했다. 1880년에는 독일 항구발 미국행 이민 선박에 탑승한 인원 중에 동유럽 출신은 약 13%에 불과했지만, 1891년에는 그 비율이 50% 이상으로 증가했다. 그 이유에는 러시아 제국의 러시아 유대인을 대상으로 했던 반유대주의 포그롬, 독일계 러시아인과 기타 비러시아계 동유럽인을 대상으로 한 박해가 있었다. 비슷한 시기에 프로이센 동방철도가 베를린에서 러시아 제국과의 경계인 아이트쿠넨(현재 러시아의 체르니솁스코예)까지 개통하면서, 동유럽에서 독일 항구까지의 여행이 편리해졌다.
출국자역 건설 이전에는 베를린 구 동역과 슐레지엔역으로 이민자들이 도착했고, 레어테역과 함부르크역에서 서쪽으로 향하는 열차에 탑승할 수 있었다. 당시 이들 역사의 대합실에는 수백명의 통과 여객으로 붐볐고, 제국철도국에도 불만사항이 제기되기도 했다.

## 출국자역의 운영

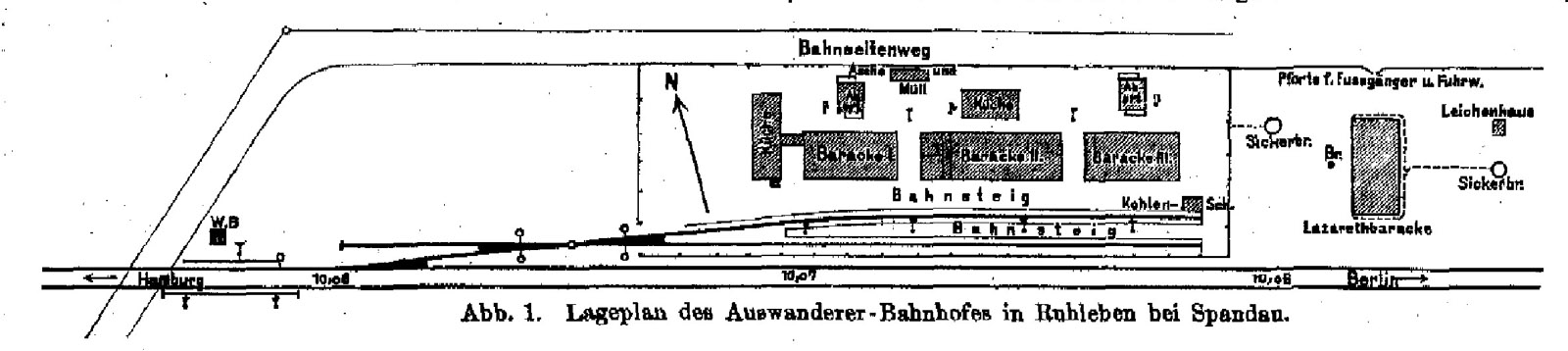
룰레벤 출국자역의 구조

당시 베를린 관료들은 통과하는 이민자들의 흐름이 단시일 내에 줄어들지 않을 것이라고 판단하여, 베를린의 외곽 지역인 룰레벤과 슈판다우 사이에 별도의 철도역을 건설하여 이민자 수송 열차를 베를린 시내에 정차하지 않도록 했다. 1891년 11월 11일에 출국자역이 영업을 시작했다. 첫 번째 기능은 통과 여객에 대한 소독으로, 이민선에 탑승하기 전 정박 항구에서의 출국자 대기실에서의 전염병 방지 목적도 있었다. 두 번째 기능은 미국 법령을 준수하지 않는 이민자에 대한 차단으로, 이들은 선사의 비용 부담으로 출신국으로 돌려보내져야 했다.

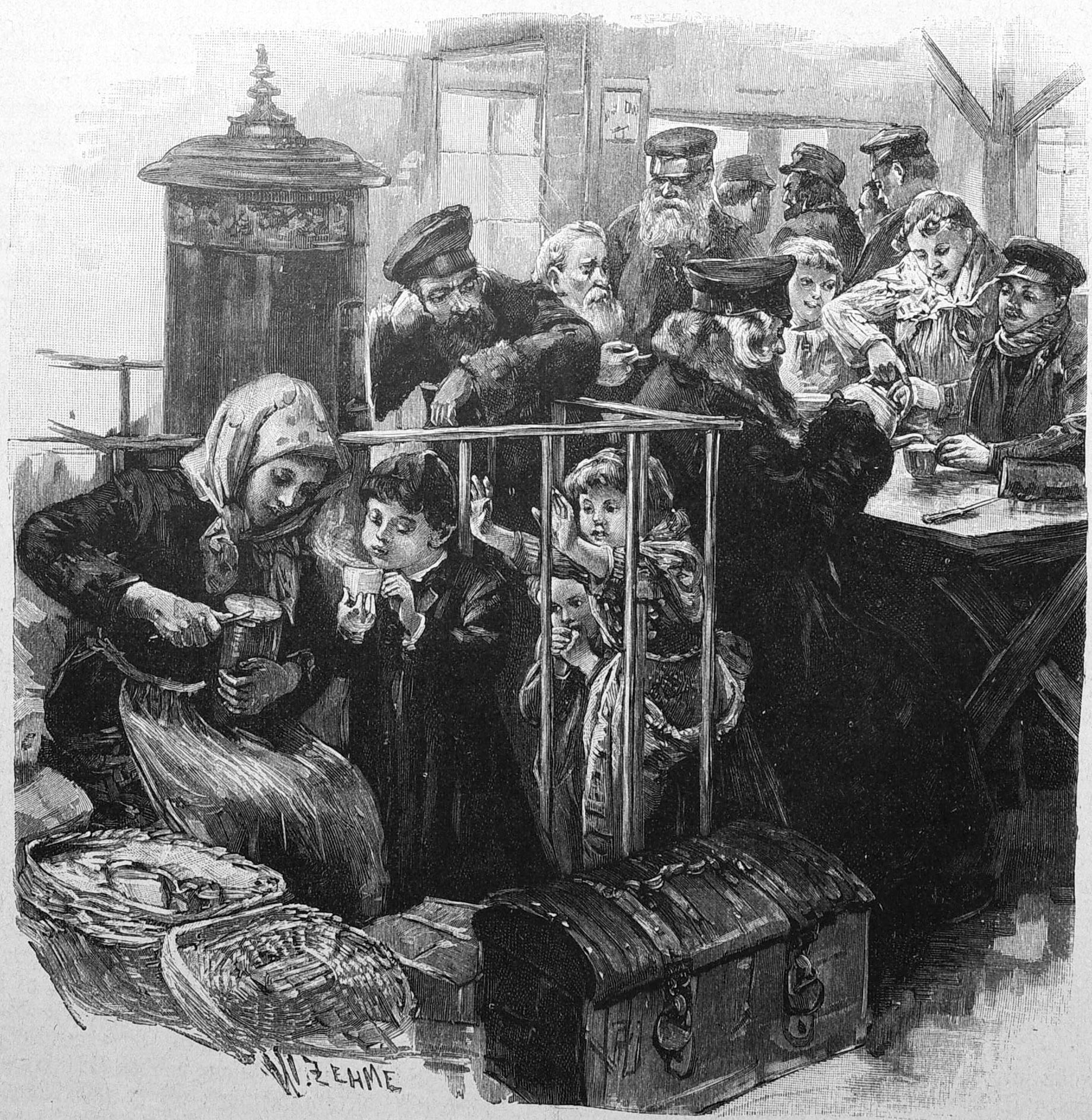
대합실에서, Gartenlaube의 일부, 1895년

출국자역 부지에는 약 200명을 수용할 수 있는 수용소가 3곳 건설되었다. 중간에 있는 동에서는 승차권 판매가 진행되었고, 관리 인력을 위한 숙소도 들어섰다. 각 동에는 샤워실을 포함한 소독 시설, 24개 병상이 갖춰진 격리 병동, 식당, 6인실 단위로 구성된 숙소가 있었다. 이후 유대인 지원 단체에서 별도의 식당 건물을 건설했다. 수용소의 주 건설 자재는 철판이었고 외벽은 나무를 사용했다. 두 동의 건물 크기는 너비 80 m, 폭 10 m, 높이 6 m였다. 난방용으로 건물의 중앙부에 철제 난로가 설치되었고, 철제 파이프를 통해서 방의 다른 공간으로 난방이 공급되었다.
1892년 함부르크에서 발생한 콜레라 유행으로 인하여 소독 시설이 설치되었다. 함부르크와 브레멘은 출국자들이 도시에 진입하는 것을 막았고, 룰레벤 출국자역에서의 건강 검진을 받아야만 이민선에 탑승할 수 있도록 허가했다. 이에 따라서 12개 병상이 갖춰진 병동을 추가로 설치했다.

## 폐지

지역별 미국 이민자 통계

과거 경마장 부지를 노이베스트엔트 주거 지구로 개발하기로 결정하면서 1909년에 룰레벤 경마장이 출국자역 바로 동쪽으로 이전했다. 전염병이 퍼지는 것을 염려하여, 기피 시설이었던 출국자역을 더 서쪽인 부스터마르크로 이전할 계획이 수립되었다. 1915년 예정으로 역 이전 계획이 수립되었으나, 제1차 세계 대전이 진행되면서 독일을 경유한 동유럽발 미국 이민이 중단되면서 1914년에 역 자체가 폐지되었다. 제1차 세계 대전 이후에도 미국의 1921년 긴급 이민쿼터법(Emergency Quota Act)으로 인해서 미국행 이민이 점점 까다로워졌고, 전쟁 이전의 이민자 수를 회복하지 못했다. 1913년에는 한 해 동안 룰레벤 출국자역을 통과한 미국행 이민자 수가 193,000여명이었다.
과거 출국자역의 시설물 중 수용소는 2012년 8월에 베를린 건축유산으로 지정 해제되면서 철거되었다. 슈판다우구의 건축유산과에서는 베를린의 건축유산과와의 협의 끝에 시설 관리를 위한 경제성이 부족하여 철거를 결정했다. 철거 이전에도 남아 있는 시설의 유산 지정 여부에 대한 실사가 진행되었으나, 보존할 가치가 있는 건축물은 없다고 판단했다. 한편 이 결정은 슈판다우구의회의 교육문화위원회에는 통보되지 않았다.

## 같이 보기
- 이민 (출국)
- 미국으로의 이민

## 참고 문헌
- Mary Antin: Vom Ghetto ins Land der Verheißung. R. Lutz, Stuttgart 1913, S. 196–198 (pds.lib.harvard.edu).
- Tobias Brinkmann: Traveling with Ballin: The Impact of American Immigration Policies on Jewish Transmigration within Central Europe, 1880–1914. In: International Review of Social History, 53, 2008, S. 459–484.
- Nicole Kvale Eilers: Bremerhaven. In: Dan Diner (Hrsg.): Enzyklopädie jüdischer Geschichte und Kultur (EJGK). Band 1: A–Cl. Metzler, Stuttgart/Weimar 2011, ISBN 978-3-476-02501-2, S. 411–416.
- Karin Schulz: Der Auswandererbahnhof Ruhleben – Nadelöhr zum Westen. In: Die Reise nach Berlin (Ausstellungskatalog). Siedler, Berlin 1987, ISBN 3-88680-270-1, S. 237–241.

## 참조
1. ↑  Schulz: Der Auswandererbahnhof Ruhleben – Nadelöhr zum Westen. 1987, S. 237.
2. ↑  Anzeiger für das Havelland, 15. Oktober 1882. Aus: Juden in Mitteleuropa, Ausgabe 2007. (PDF; 1,1 MB).
3. ↑  Schulz: Der Auswandererbahnhof Ruhleben – Nadelöhr zum Westen. 1987, S. 240.
4. ↑  Spandauer Anzeiger für das Havelland, 10. April 1912, zitiert nach Schulz: Der Auswandererbahnhof Ruhleben – Nadelöhr zum Westen. 1987, S. 240.
5. ↑  Arne Hengsbach (1974). 《Station der Europamüden. Die Geschichte des Auswandererbahnhofs Ruhleben》. 《Mitteilungen des Vereins für die Geschichte Berlins》 (독일어) 2. 424쪽.
6. 1 2  Schulz: Der Auswandererbahnhof Ruhleben – Nadelöhr zum Westen. 1987, S. 241.
7. ↑  Michael Uhde (2013년 1월 15일). “Entscheidung wurde mit Denkmalschutz-Behörde getroffen”. 《Spandauer Volksblatt》 (독일어).